# Бобби Старр
Бобби Старр (англ. Bobbi Starr; настоящее имя – Элизабет Эванс англ. Elizabeth Evans; род. 6 апреля 1983, Санта-Клара, Калифорния, США) — американская порноактриса.

## Биография
Бобби Старр наполовину итальянка, наполовину венгерка. Получила музыкальное образование по классу гобой и фортепиано в государственном университете Сан-Хосе.
В индустрию развлечений для взрослых попала через знакомого, который свёл её с деятелями индустрии порно из Сан-Франциско. В возрасте 23 лет начинает сниматься для Kink.com. Первые работы сделаны в стиле бондаж и принуждение. Последующие работы были акцентированы на жестком анальном и оральном сексе. В нескольких фильмах для студий Red Light District Video и Combat Zone появляется как модель на коробках с дисками.
Старр считает себя феминисткой, выступающей за секс. Хотя большинство феминисток расценивают порнографию как деятельность, унижающую женское достоинство, она говорит: «Я не считаю себя униженной, ибо это мой осознанный выбор. Если вдруг я почувствую себя неудобно или униженно, я всегда могу прервать съёмку. Сильно сомневаюсь, что ситуацию, которую я лично полностью контролирую, можно назвать унижающей достоинство женщин».
Старр является финалисткой шоу America’s Next Hot Porn Star — порно-аналога шоу America’s Next Top Model. Ведет блог на сайте Popporn.com и колонку в журнале Fox Magazine с названием «Приключения в порно стране» (Adventures in Porny Land).
В будущем планирует получить медицинское образование по специальности гинеколог и продолжить работу в индустрии развлечений, но уже в качестве медицинского специалиста.
В 2011 году она была названа одной из 12 наиболее популярных порнозвезд по мнению CNBC.
По данным на 2016 год Бобби Старр снялась в 879 порнофильмах и срежиссировала 288 порнолент и роликов. После этого года завершила карьеру в порно.

## Премии и номинации
| Год  | Премия     | Номинация                                | Фильм | Результат |
| ---- | ---------- | ---------------------------------------- | --- | --------- |
| 2008 | CAVR       | Старлетка года                           | | Победа    |
| 2009 | CAVR       | Звезда года                              | | Победа    |
| 2009 | XRCO Award | Супершлюха                               | | Победа    |
| 2010 | AVN Award  | Самая жёсткая сцена секса                | Belladonna: No Warning 4 | Победа    |
| 2010 | AVN Award  | Лучшая сцена двойного проникновения      | Bobbi Starr & Dana DeArmond’s Insatiable Voyage | Победа    |
| 2010 | AVN Award  | Лучшая групповая сцена лесбийского секса | Party of Feet (вместе с Беладонной, Лекси Белл, Evie Delatosso, Мэдисон Иви, Джорджия Джонс, Alexa Jordan, Кимберли Кейн, Адрианной Николь и Алексис Тексас) | Номинация |
| 2010 | XRCO Award | Супершлюха                               | | Победа    |
| 2010 | XRCO Award | Оргазмическая оралистка                  | | Победа    |
| 2011 | AVN Award  | Лучшая групповая сцена секса             | Bonny & Clide (с Джулией Энн, Наташей Марли, Дилан Райдер, Полом Чаплином, Томми Ганном, Уиллом Пауэрсом и Билли Глайдом)                                    | Номинация |
| 2012 | AVN Award  | Исполнительница года                     | | Победа    |
| 2012 | AVN Award  | Лучшая POV сцена секса                   | Double Vision 3 (вместе с Энди Сан Димас и Эриком Эверхардом)                                                                                                | Победа    |
| 2012 | XBIZ Award | Исполнительница года                     | | Номинация |